# Santa María (Panama)
Pour les articles homonymes, voir Santa María.
Santa María est un corregimiento et une ville de la province de Herrera, au Panama.